# Майкъл Айзенк
Майкъл Уилям Айзенк (на английски: Michael Eysenck) е английски психолог и сега професор в департамента по психология на Лондонския университет. Неговите изследвания се фокусират върху когнитивните фактори относно тревожността. Айзенк е автор и съавтор на много публикации, включително няколко книги. В края на 90-те развива теория за „хедонисткия механизъм“, твърдящ, че хората са предразположени от генетиката да стигат до фаза на платото при определено ниво на щастие.
Той е син на бележития психолог Ханс Айзенк.